# چارلز باتروورث
چارلز باتروورث (۱۹۳۸ - ) یک فیلسوف آمریکایی متعلق به مکتب اشتراوسی است که هم‌اکنون به عنوان استاد بازنشستهٔ فلسفهٔ سیاسی از دانشگاه مریلند در کالج پارک فعالیت می‌کند. باتروورث همچنین مترجم و ویراستار کتاب‌های متعددی دربارهٔ ژان-ژاک روسو، فارابی و ابن رشد بوده‌است و در زمینهٔ فلسفهٔ سیاسی در اسلام دارای اهمیت است.

## تحصیلات
باتروورث مدرک لیسانس خود را از دانشگاه ایالتی میشیگان دریافت کرد و در آنجا در رابطه با فلسفهٔ سیاسی، زبان عربی و همچنین تمدن اسلامی به تحصیل پرداخته و مدرک کارشناسی ارشد و دکترای خود را نیز در همانجا در رشتهٔ علوم سیاسی دریافت کرد. او همچنین در دانشگاه عین الشمس در مصر، دانشگاه بوردو و دانشگاه نانسی در فرانسه به تحصیل پرداخت و از دانشگاه نانسی مدرک دکترای فلسفه نیز دریافت کرد.
باتروورث پیش از رفتن به دانشگاه مریلند، به تدریس در دانشگاه شیکاگو و دانشگاه شهری فدرال پرداخت که هم‌اکنون به دانشگاه بخش کلمبیا تغییر نام داده‌است. او همچنین در کالج سینت جان، دانشگاه جرج‌تاون و دانشگاه هاروارد و نیز دانشگاه‌های دیگر مانند دانشگاه مرمره استانبول، دانشگاه گرونوبل آلپ، دانشگاه پاریس ۱ (پانتئون-سوربن)، دانشگاه پاریس ۱۰ (نانتر پاریس) و مدرسهٔ عملی مطالعات عالی به تدریس پرداخته‌است.
باتروورث برای سال‌های متمادی محقق اصلی پروژهٔ منطق در قرون وسطای اسلامی بود که در قاهره از سوی مؤسسه اسمیتسونین پشتیبانی می‌شد. او همچنین در پروژهٔ مشابهی که در رابطه با منطق در قرون وسطای اسلامی از سوی کمک‌هزینهٔ ملی برای علوم انسانی پشتیبانی می‌شد نیز محقق اصلی بود و در همین راستا یک سمینار دوهفته‌ای را با موضوع اشتراکات سنت‌های فرهنگی: یهودیت، مسیحیت و اسلام در زالتسبورگ برگزار کرد.
چارلز باتروورث در سال ۱۹۹۳-۱۹۹۲ به همکاری با مرکز بین‌المللی دانشوران وودرو ویلسون در واشینگتن دی.سی پرداخت و در آن زمان پروژه‌ای را دربارهٔ رابطهٔ میان مکاشفه و فلسفهٔ سیاسی دنبال کرد. او از اکتبر ۱۹۹۹ تا مارس ۲۰۰۰ جایزه‌ای را تحت عنوان جایزه تحقیق و برگزاری مسابقه علمی فولبرایت در دانشگاه ارلانگن-نورنبرگ در ارلانگن آلمان برگزار کرد. او همچنین از ماه مه تا اوت ۲۰۰ برنامه‌ای را تحت عنوان تبادل اساتید دانشگاهی آلمان در همان دانشگاه انجام داد. علاوه بر این، باتروورث در مه و ژوئن ۲۰۰۰ در انستیتوی جهان عرب در پاریس سلسله سخنرانی‌هایی را تحت عنوان «ریشه‌های فلسفهٔ سیاسی در اسلام» ارائه کرد.
چارلز باتروورث در سال ۱۹۹۱-۱۹۹۰ در دانشگاه مریلند به عنوان مدرس و پژوهشگر ممتاز شناخته شد و همچنین در سال ۲۰۰۲-۲۰۰۱ جایزهٔ بهترین تدریس و مشاوره را که از سوی کالج علوم اجتماعی و رفتاری اعطا می‌شد دریافت کرد.

## آثار
- Rousseau's Reveries of the Solitary Walker (ISBN 978-0814710197)
- Ethical Writings of Maimonides (ISBN 978-0814709849)
- Alfarabi's Philosophy of Plato and Aristotle (co-foreworded with Thomas Pangle) (ISBN 978-0801487163)
- Alfarabi's Political Writings: "Selected Aphorisms" and Other Texts (ISBN 978-0801489136)
- Averroes' Three Short Commentaries (ISBN 978-0873952088)
- Averroes Decisive Treatise and Epistle Dedicatory ISBN 0-8425-2479-7